# اونو اوتسو
اونو اوتسو 小野お通؛ ۱۵۵۹–۱۵۶۸ – ۱۶۳۱) نقاش، خوشنویسی، موسیقی‌دان، شاعر واکا (شعر) اهل ژاپن بود.